# Toru Yano
Toru Yano  (矢野 通 Yano Tōru, nacido el 18 de mayo de 1978) es un luchador profesional japonés, quien trabaja actualmente en New Japan Pro-Wrestling (NJPW) y antes estuvo en Pro Wrestling Noah.
Él es mayormente famoso como luchador de alivio cómico, a menudo haciendo trampa en un intento de asegurar victorias rápidas en sus combates. Aunque a menudo se posiciona por debajo de los mejores luchadores de NJPW, Yano se ha ganado una reputación como un alerón, y ocasionalmente obtiene victorias molestas sobre nombres más grandes.
Entre sus logros fue dos veces KOPW, tres veces Campeón en Parejas de la IWGP con Togi Makabe, Takashi Iizuka y Tomohiro Ishii, dos veces Campeón en Parejas de la GHC con Iizuka y Naomichi Marufuji, cuatro veces Campeón en Parejas 6-man NEVER de Peso Abierto con Jay & Mark Briscoe y Beretta y Tomohiro Ishii. También fue ganador de Global Tag League (2016) con Naomichi Marufuji.

## Carrera

### New Japan Pro-Wrestling (2002-presente)
Yano fue un luchador grecorromano condecorado, mientras estudiaba en la Universidad Nihon, ganando varios títulos amateur. En abril de 2001, Yano ingresó en la sección de lucha libre amateur de New Japan Pro-Wrestling, Toukon Club, para convertirse en luchador profesional. Se unió formalmente a New Japan en enero de 2002 y comenzó a entrenar a tiempo completo para su debut. Debutó el 18 de mayo de 2002, casualmente en su cumpleaños número 24, en un combate, donde fue derrotado por su compañero Blue Wolf.  El 31 de agosto de 2003, Yano se aventuró en el mundo de las artes marciales mixtas, cuando compitió en un combate para Pancrase. Yano perdió su única hasta la fecha lucha de MMA a Osami Shibuya a través de la sumisión a un brazo en la segunda ronda.
Después de subir de manera constante en las filas en New Japan durante casi dos años, Yano volvió a heel a principios de 2004 y cambió su mirada al morir su pelo rubio. De abril a julio de 2004, Yano tuvo una larga racha de perder luchas por descalificación. Después de una excursión de aprendizaje a los Estados Unidos a principios de 2005, se unió con Masahiro Chono de Black New Japan y formó un equipo con Tomohiro Ishii. En junio, Yano llegó a la final de un torneo para el vacante IWGP U-30 Openweight Championship, pero fue derrotado por Hiroshi Tanahashi. Después de una actuación decepcionante en el G1 Climax (2005), Yano viajó a Alemania en octubre de 2005 para competir por European Wrestling Promotion, donde ganaría su primer campeonato de lucha libre profesional, el EWP Tag Team Championship, formando equipo con Kendo Kashin. Cuando Yano regresó a Japón el mes siguiente, fue un hombre diferente, convirtiéndose en un competidor más serio que ya no buscaba romper las reglas. Sin embargo, cuando este cambio no le dio ningún éxito, Yano volvió a sus trampas a principios de 2005 y, junto con Ishii, Togi Makabe , Shiro Koshinaka y Tomoaki Honma se unieron a Hiroyoshi Tenzan para formar el stable Great Bash Heel (GBH) en diciembre.

## Otros medios
Yano, junto con otros luchadores de NJPW Hiroshi Tanahashi, Hiroyoshi Tenzan, Kazuchika Okada, Satoshi Kojima y Tetsuya Naito, aparece como miembro de la pandilla Justis en el videojuego 2016 Yakuza 6: The Song of Life.

## En lucha
- Movimientos finales
  - 634 (Double low blow)[1][2][3]
  - Kagamiwari (Scoop brainbuster)[4][5]
  - Multiple pin variations

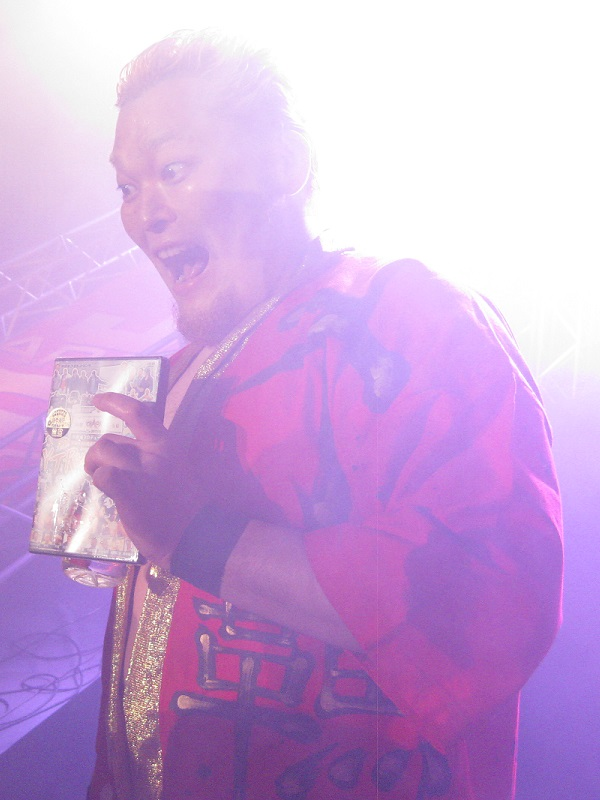
Yano in June 2014

    - Akakiri (Half nelson cradle, often preceded by a low blow)[4][6]
    - Kuro Kirishima (Modified schoolboy)[4][7]
    - Urakasumi (Leg hook front facelock rolled into a cradle)[4][8][9]

  - Oni Koroshi (Kneeling powerbomb)[4][8][9]

- Movimientos de firma
  - Canadian backbreaker rack[8][9]
  - Front suplex[8][9]
  - German suplex[8]
  - Goriki (Swinging side slam)[4]
  - Spear[9]
  - Spinning side slam[10][9]

- Apodos
  - "Barber"[11]
  - "YTR"[12]
  - "Suko Naru Dai Dorobo"[13]
  - "Super Athlete"[14]
  - "Binwan Producer"[15]
- Tema de entrada
  - "trick・ster" por Yonosuke Kitamura[16] (used while a part of Great Bash Heel)
  - "Original Kyoku" by New Japan Pro-Wrestling[17]
  - "Intoxication" by New Japan Pro-Wrestling[4][18]

## Campeonatos y logros
- Apache Pro-Wrestling Army

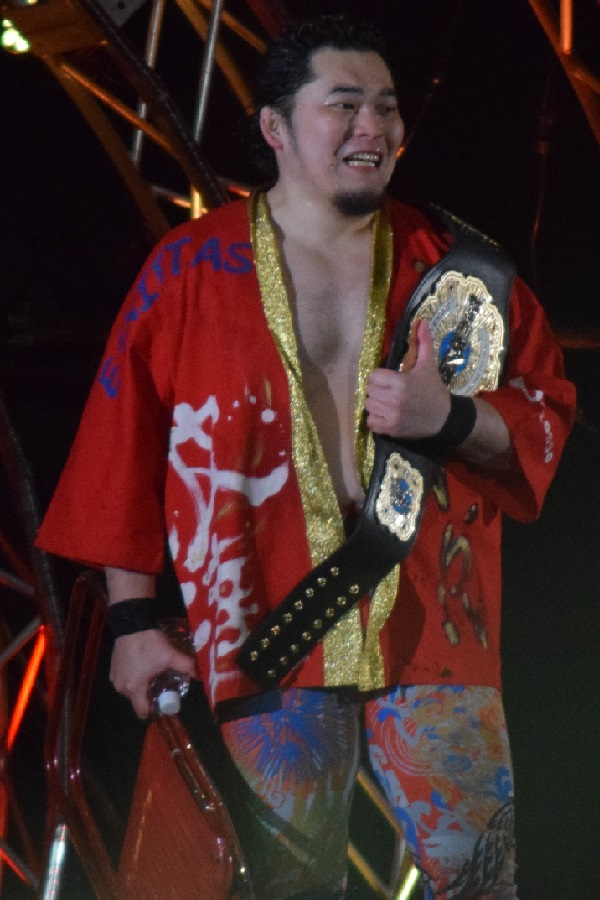
Yano como Campeón en Parejas 6-man NEVER de Peso Abierto.

  - WEW Heavyweight Championship (1 vez)

- New Japan Pro-Wrestling
  - KOPW Championship (2 veces)
  - IWGP Tag Team Championship (3 veces) – con Togi Makabe (1), Takashi Iizuka (1) y Tomohiro Ishii (1)
  - NEVER Openweight 6-Man Tag Team Championship (6 veces) – con Jay & Mark Briscoe (2), Beretta & Tomohiro Ishii (1), Ryusuke Taguchi & Togi Makabe (1), Hiroshi Tanahashi & Oleg Boltin (2)

- Pro Wrestling NOAH
  - GHC Tag Team Championship (2 veces) – con Takashi Iizuka (1) y Naomichi Marufuji (1)
  - Global Tag League (2016) – con Naomichi Marufuji

- Pro Wrestling Illustrated
  - Situado en el Nº244 en los PWI 500 de 2005[19]
  - Situado en el Nº182 en los PWI 500 de 2008[20]
  - Situado en el Nº299 en los PWI 500 de 2009[21]
  - Situado en el Nº212 en los PWI 500 de 2010[22]
  - Situado en el Nº139 en los PWI 500 de 2011[23]
  - Situado en el Nº184 en los PWI 500 de 2013[24]
  - Situado en el Nº316 en los PWI 500 de 2015[25]
  - Situado en el Nº346 en los PWI 500 de 2016[26]
  - Situado en el Nº204 en los PWI 500 de 2017[27]
  - Situado en el Nº258 en los PWI 500 de 2018[28]